# Аким-Сергієвка
Аки́м-Сергі́євка (рос. Аким-Сергеевка, ерз. Аким-Сергеевка) — селище у складі Зубово-Полянського району Мордовії, Росія. Входить до складу Нововисельського сільського поселення.
Населення — 472 особи (2010; 418 у 2002).
Національний склад (станом на 2002 рік):
- мордва — 92 %